# Cyclosa camelodes
Cyclosa camelodes là một loài nhện trong họ Araneidae.
Loài này thuộc chi Cyclosa. Cyclosa camelodes được Tord Tamerlan Teodor Thorell miêu tả năm 1878.